# Consejería de Justicia, Administración Local y Función Pública de la Junta de Andalucía
La Consejería de Justicia, Administración Local y Función Pública es el departamento de la Junta de Andalucía encargado de las competencias autonómicas en materia de justicia; regeneración; notariado y registro público; colegios profesionales, fundaciones y asociaciones; administración local; personal de la administración pública y entes instrumentales.
Recibe este nombre desde el inicio de la XII legislatura (2022-2026).
El titular de la consejería y máximo responsable es José Antonio Nieto Ballesteros y tiene su sede en Plaza de la Gavidia, 10 (Sevilla).

## Historia
La Consejería de Justicia, Administración Local y Función Pública fue creada el 26 de julio de 2022, día de entrada en vigor mediante publicación en el BOJA del Decreto del Presidente 10/2022, de 25 de julio, sobre reestructuración de Consejerías. No obstante, sus competencias quedaron corregidas por Decreto del Presidente 13/2022, de 8 de agosto, y por Decreto del Presidente 16/2022, de 3 de noviembre, estableciendo en el artículo 14 del primero que 

"Corresponden a la Consejería de Justicia, Administración Local y Función Pública las competencias en materia de justicia, regeneración, entes instrumentales y Administración Local que actualmente tiene atribuidas la Consejería de Turismo, Regeneración, Justicia y Administración Local y las que en materia de Administración Pública venía ejerciendo la Consejería de la Presidencia, Administración Pública e Interior".
Decreto del Presidente 10/2022, de 25 de julio, sobre reestructuración de Consejerías

## Estructura
De acuerdo con el Decreto 164/2022, de 9 de agosto, por el que se establece la estructura orgánica de la Consejería de Justicia, Administración Local y Función Pública, la Consejería, bajo la superior dirección de su titular, se estructura para el ejercicio de sus competencias en los siguientes órganos directivos centrales:
- Viceconsejería (Ana Corredera Quintana).
  - Secretaría General de Infraestructuras Judiciales, Modernización Digital y Regeneración (Mª Teresa Ávila Guisado).
    - Dirección General de Planificación, Modernización y Gestión de Fondos (Mª Eugenia Romero Rodríguez).

  - Secretaría General de Servicios Judiciales (Rosalía de los Ángeles Espinosa López).
    - Dirección General de Justicia Juvenil y Cooperación (Esteban Rondón Mata).

  - Secretaría General de Administración Local (Mª Luisa Ceballos Casa).
  - Secretaría General para la Administración Pública (Arturo Domínguez Fernández).
    - Dirección General de Recursos Humanos y Función Pública (Natalia Silvia Márquez García).
    - Dirección General de Sector Público Instrumental (Carlos Mariné Pla).

  - Secretaría General Técnica (Antonio Morilla Frías).

### Entes adscritos a la Consejería
Está adscrito a la Consejería el Instituto Andaluz de Administración Pública, a través de la Secretaría General para la Administración Pública.

### Delegaciones Territoriales
Delegación Territorial en Almería
Delegación Territorial en Cádiz
Delegación Territorial en Córdoba
Delegación Territorial en Granada
Delegación Territorial en Huelva
Delegación Territorial en Jaén
Delegación Territorial en Málaga
Delegación Territorial en Sevilla